# 의혹 (1941년 영화)
《의혹》(Suspicion)은 1941년 개봉한 앨프리드 히치콕 감독의 스릴러 영화다. 캐리 그랜트와 조안 폰테인이 출연하였으며 조안 폰테인은 이 영화로 아카데미상을 받았다.

## 줄거리
1938년, 잘생기고 무책임한 바람둥이 조니 에이가스(Johnnie Aysgarth)는 영국 기차에서 안경을 쓴 리나 맥레이들러(Lina McLaidlaw)를 만나고 나중에 그녀를 설득하여 함께 산책하게 된다. 그녀는 방어적이고 그의 의도를 의심한다. 그는 친숙함을 만들기 위한 계략으로 그녀를 모욕한다. 그러나 나중에 창가에서 그녀는 부모님이 그녀에 대해 이야기하는 것을 엿듣게 된다. 그들은 그녀가 결혼하지 않을 것이라고 생각하고, 이에 상처받은 그녀는 조니에게 키스한다.
그녀는 그에게 소식을 듣기를 바라지만 그는 오후 데이트를 취소하고 사라진다. 그러나 그는 일주일 후 사냥 무도회에 돌아와 그녀의 부유한 아버지인 맥레이들러 장군의 강한 반대에도 불구하고 결국 눈물의 결혼을 하도록 그녀를 설득한다. 호화로운 신혼여행을 마치고 호화로운 집으로 돌아온 리나는 조니가 직업도 없고 수입도 없으며, 습관적으로 빌린 돈으로 생활하며, 그녀의 아버지에게 빌붙으려 했다는 것을 알게 된다. 그녀는 그에게 직업을 구하도록 설득하고, 그는 사촌인 부동산 중개인 멜벡 대위 밑에서 일하게 된다.
점차적으로 리나는 조니가 그만두겠다고 약속했음에도 불구하고 계속해서 무모하게 도박을 하고, 도박 빚을 갚기 위해 아버지가 결혼 선물로 준 골동품 의자 두 개(가족 유산)를 팔았다는 것을 알게 된다. 조니의 착하지만 순진한 친구 비키(Beaky)는 리나에게 남편이 매우 재미있고 매우 유쾌한 거짓말쟁이라고 안심시키려 한다. 그녀는 조니가 점점 더 중요한 거짓말을 하는 것을 반복해서 잡아내고, 그가 몇 주 전에 멜벡으로부터 횡령하여 해고되었으며, 멜벡은 돈이 갚아지면 기소하지 않을 것이라고 말한다.
리나는 조니에게 떠나겠다는 편지를 쓰지만 찢어버린다. 이 후 조니가 방으로 들어와 아버지의 죽음을 알리는 전보를 보여준다. 조니는 리나가 돈을 전혀 상속받지 못하고 아버지의 초상화만 물려받았다는 것을 알고 심하게 실망한다. 그는 비키를 설득하여 엄청나게 투기적인 토지 개발 계획에 자금을 대게 한다. 리나는 이것이 사기 또는 그보다 더 나쁜 것이라고 두려워하며 비키를 만류하려고 헛되이 노력한다. 조니는 이를 엿듣고 화를 내며 아내에게 자신의 일에 관여하지 말라고 경고하지만 나중에 그는 모든 것을 취소한다.
비키가 파리로 떠나자 조니는 그와 동행한다. 나중에 리나는 비키가 파리에서 죽었다는 소식을 듣는다. 조니는 그녀와 수사 경찰관에게 자신(조니)이 런던에 머물렀다고 거짓말을 한다. 이것과 다른 세부 사항들은 리나가 그가 비키의 죽음에 책임이 있다고 의심하게 만든다.
리나는 그 후 남편이 생명보험 때문에 자신을 죽이려고 음모를 꾸미고 있다고 두려워하기 시작한다. 그는 친구인 미스터리 소설 작가 이소벨 세드버스크(Isobel Sedbusk)에게 추적 불가능한 독약에 대해 질문해 왔다. 조니는 자기 전에 리나에게 우유 한 잔을 가져다주지만 그녀는 너무 무서워서 마시지 못한다. 잠시 떠나야겠다고 생각한 그녀는 며칠 동안 어머니와 함께 있겠다고 말한다. 조니는 그녀를 거기까지 데려다주겠다고 주장한다. 그는 절벽 옆의 위험한 도로에서 강력한 컨버터블을 무모하게 빠르게 운전한다. 리나의 문이 예기치 않게 열린다. 조니가 손을 뻗는데, 두려움에 질린 여자에게 그의 의도는 불분명하다. 그녀가 그에게서 움츠러들자 그는 차를 멈춘다.
이어진 대결에서 조니는 사실 리나를 어머니 집으로 데려다준 후 자살을 하려 했다고 주장한다. 이때 그는 자살은 비겁한 방법이라고 결론 내리고, 횡령죄로 감옥에 가는 것까지 포함하여 자신의 책임을 다하기로 결심했다고 말한다. 그는 비키의 죽음 당시 리버풀에 있었으며, 멜벡에게 갚기 위해 리나의 생명보험 증권을 담보로 돈을 빌리려 했다고 밝힌다. 의심이 풀린 리나는 그에게 함께 집으로 돌아가 모든 것을 해결하자고 요청한다. 조니는 처음에는 거절하지만 결국 그들은 차를 돌려 함께 떠난다.

## 출연

### 주연
- 캐리 그랜트 : Johnnie Aysgarth 역
- 조안 폰테인 : Lina McLaidlaw Aysgarth 역

### 조연
- 나이젤 브루스 : Gordon Cochrane 'Beaky' Thwaite 역
- 세드릭 하드윅 : McLaidlaw 장군역
- 데임 매 위티 : McLaidlaw 부인역

## 기타
- 미술: 밴 네스트 폴그래스
- 의상: 에드워드 스티븐슨

## 수상

### 제14회 아카데미상

#### 수상
- 여우주연상 - 조안 폰테인

#### 후보
- 작품상 - 앨프리드 히치콕

### 제7회 뉴욕 비평가 협회상

#### 수상
- 여우주연상 - 조안 폰테인